# Billy Knight
William R. "Billy" Knight (ur. 9 czerwca 1952 w Braddock) – amerykański koszykarz, występujący na pozycjach obrońcy i skrzydłowego, uczestnik spotkań gwiazd ABA oraz NBA, menedżer i wiceprezydent zespołów NBA.

## Osiągnięcia
Na podstawie, o ile nie zaznaczono inaczej.
NCAA
- Zaliczony do II składu All-American (1974)
- Uczelnia zastrzegła należący do niego numer 34

ABA
- Finalista ABA 1975[4]
- Uczestnik meczu gwiazd ABA (1976)[1]
- Wybrany do I składu:
  - ABA (1976)[5]
  - debiutantów ABA (1975)[4]

NBA
- Uczestnik meczu gwiazd NBA (1977)[2]
- Zawodnik tygodnia NBA (16.11.1980)